# トクホンイブニングショー おしどり作戦
『トクホンイブニングショー おしどり作戦』（トクホンイブニングショー おしどりさくせん）は、1967年7月19日から1968年3月28日まで毎日放送製作・NET系列放送されていたバラエティ番組である。トクホン本舗（鈴木日本堂＝現・トクホン）の一社提供。

## 概要
毎回各界の著名人ペア×4組を招き、彼らにゲームやトークをさせていた番組。司会は三木鮎郎が務めていた。
番組は、いかに仲の良いペアであっても、ゲームやインタビューを進めるうちに行動や考え方の違いが顕在化していく面白さを見せることをコンセプトにしていた。ペアの組み合わせは夫婦・恋人・兄妹・姉弟と様々だった。

## 放送時間
いずれも日本標準時。
- 水曜 19:00 - 19:30 （1967年7月19日 - 1968年1月24日）
- 木曜 19:00 - 19:30 （1968年2月1日 - 1968年3月28日）

## 参考資料
- 朝日新聞縮刷版[どれ?]

| NET系列 水曜19:00枠 【本番組までトクホン本舗一社提供枠】                                | NET系列 水曜19:00枠 【本番組までトクホン本舗一社提供枠】                | NET系列 水曜19:00枠 【本番組までトクホン本舗一社提供枠】                                                                |
| 前番組                                                                                  | 番組名                                                                  | 次番組 |
| --------------------------------------------------------------------------------------- | ----------------------------------------------------------------------- | --- |
| プリマどんなもんだショー ↓ トクホンどんなもんだショー （1966年4月27日 - 1967年7月12日） | トクホンイブニングショー おしどり作戦 （1967年7月19日 - 1968年1月24日） | ジャングル少年ボンバ ※19:00 - 20:00                                                                                     |
| NET系列 木曜19:00枠 【本番組からトクホン本舗一社提供枠】                                |                                                                         | |
| 忍者ハットリくん+忍者怪獣ジッポウ （1967年8月3日 - 1968年1月25日）                      | トクホンイブニングショー おしどり作戦 （1968年2月1日 - 1968年3月28日）  | 歌のトップスター （1968年4月11日 - 1968年4月25日） ※つなぎ番組 ↓ トクホンかえうた大合戦 （1968年5月2日 - 1968年8月8日） |